# 東条村 (千葉県香取郡)
東条村（とうじょうむら）とは、千葉県香取郡にかつて存在した村である。

## 地理
- 現在の多古町の南部に位置している。
- 村域は台地と平地が入り組む谷戸が多い地形になっている。

## 歴史

### 沿革
- 1889年（明治22年）4月1日 - 町村制施行に伴い、牛尾村・船越村が合併し、香取郡東条村が発足。
- 1951年（昭和26年）4月1日 - （旧）多古町と合併し（新）多古町が発足。東条村は消滅。

変遷表
| 1868年 以前 | 1868年 以前 | 明治22年 4月1日 | 昭和26年 4月1日 | 現在   |
| ----------- | ----------- | --------------- | --------------- | ------ |
|             | 牛尾村      | 東条村          | 多古町          | 多古町 |
|             | 船越村      | 東条村          | 多古町          | 多古町 |

## 人口・世帯

### 人口
総数 [単位： 人]
| 1891年（明治24年） | 1,328 |
| 1926年（大正15年） | 1,540 |
| 1940年（昭和15年） | 1,362 |
| 1950年（昭和25年） | 1,601 |

### 世帯
総数 [単位： 世帯]
| 1926年（大正15年） | 225 |
| 1940年（昭和15年） | 232 |
| 1950年（昭和25年） | 261 |